# Bořitov
Bořitov (deutsch Porstendorf, 1939–45: Borstendorf) ist eine Gemeinde in Tschechien. Sie liegt vier Kilometer nordwestlich von Rájec-Jestřebí und gehört zum Okres Blansko.

## Geographie
Bořitov befindet sich in der Boskowitzer Furche. Das Dorf erstreckt sich am Unterlauf des Baches Lysický potok bis zu dessen Einmündung in die Býkovka. Nördlich erhebt sich der Velký Chlum (460 m), im Osten die Horky (403 m), südöstlich die Hora (383 m), im Süden die Bukovice (500 m) und der Zámecký vrch (423 m). Westlich des Dorfes führt die Schnellstraße R 43/E 461 vorbei, dahinter liegen die Dämme der unvollendeten Reichsautobahn Wien-Breslau.
Nachbarorte sind Krhov, Huť svaté Antonie und Obora im Norden, Klemov, Doubravice nad Svitavou und Hamr im Nordosten, Holešín im Osten, Rájec-Jestřebí und Spešov im Südosten, Černá Hora im Süden, Žernovník und Brťov-Jeneč im Südwesten, Býkovice im Westen sowie Žerůtky, Lysice und Perná im Nordwesten.

## Geschichte
Archäologische Funde belegen eine frühzeitliche Besiedlung der Gegend. Zu den bedeutendsten Funden gehört eine bronzezeitliche Urnengrabstätte, die in den 1880er Jahren auf der Flur Druhý díl am westlichen Ortsrand entdeckt und ab 1886 durch Wilhelm Gurlitt und M. Helf untersucht wurde. Weitere Funde, die bis in die Steinzeit datieren, erfolgten u. a. ab 1940 beim Bau der Reichsautobahn in der Talmulde des Žerůtský potok. Außerhalb der Friedhofsmauer wurden slawische Körpergräber aufgefunden, von denen zwei mit kettenförmig eingehängten Ringen geschmückt waren. Drei weitere Skelette trugen versilberte Bronzeringe, mit denen wahrscheinlich Haarknoten schlangenförmig um den Kopf gehalten wurden. Sämtliche Bestattungen erfolgten in Ost-West-Richtung, wobei der Kopf des Verstorbenen im Osten mit Blick nach Norden gelegt wurde.

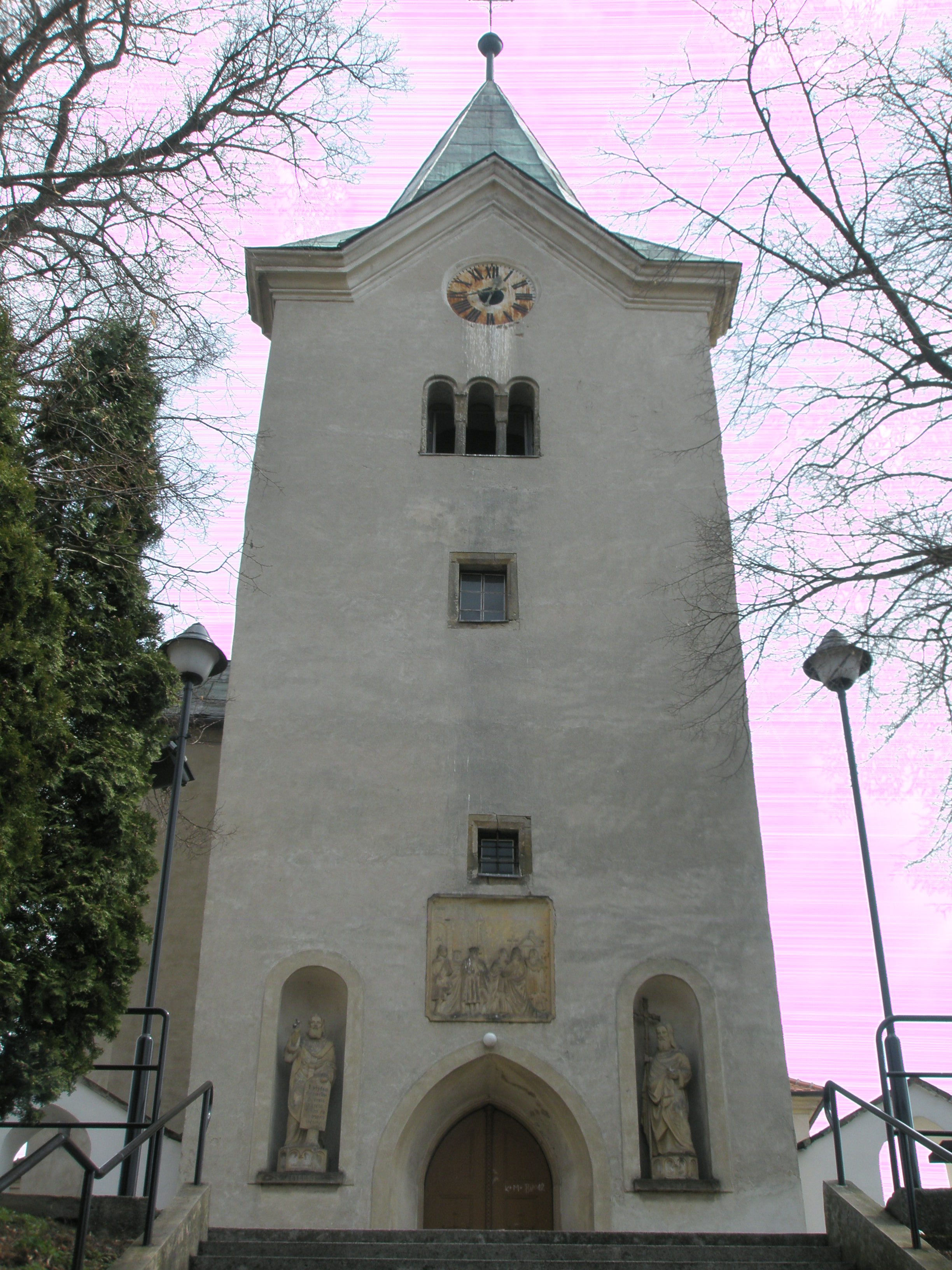
Georgskirche in Bořitov

Die erste schriftliche Erwähnung des Ortes Boržutow erfolgte auf einer 1173 datierten und 1240 nachgefertigten Urkunde des Klosters Hradisko, in der die Brüder Všeslav und Jakub von Boržutow als Zeugen aufgeführt wurden. Boržutow lag am Strenitzer Steig und war Sitz des gleichnamigen Vladikengeschlechts, im Ort bestanden zwei Herrenhöfe. Der ältere Hof lag südlich des Dorfes auf der Flur Zádvoří auf einer Terrasse über der Býkovka, der Hof Špitálka befand sich gegenüber an der Býkovka zwischen Boržutow und Černá Hora. 1355 verkaufte Jakub Čert von Boržutow einen Hof zusammen mit drei Häusern, der Schenke und weiteren Ländereien an Beneš von Boskowitz. Im Jahre 1371 wurde Ulrich von Boskowitz als Besitzer des Gutes Boržutow mit den zugehörigen Dörfern Jestřebí, Lhota Rapotina, Klemov, Žďár und Lhota genannt. 1378 verschrieb Přibík von Boržutow die Schenke und fünf Hufen Land sowie das Dorf Lhota an seinen Sohn Linhart, der seinen Besitz 1382 an Jesco von Kunstadt verkaufte. Zum Ende des 14. Jahrhunderts erlosch das Vladikengeschlecht von Boržutow. Die Besitzer der verschiedenen Anteile wechselten in rascher Folge, zu ihnen gehörten die Geschlechter von Drahanowitz, Černohorský von Boskowitz, von Kunstadt, von Cimburk und von Hostěhrádek.
Im Laufe der Zeit erhielt das Dorf den deutschen Namen Porstendorf, auf Tschechisch wurde es Boržítow genannt. 1477 besaß Philipp Pul einen Teil von Boržítow, er und seine Nachkommen, die 1550 das Gut Bohuslavice erwarben, legten sich das Prädikat Pul von Boržítow (Bul z Bořitova) zu. Nachdem die Pfarre im 15. Jahrhundert zeitweilig hussitisch geworden war, erfolgte 1480 die erneute Weihe der St.-Georgs-Kirche als katholische Pfarrkirche für die Dörfer Bořitov, Jestřebí, Spešov, Krhov, Bejkovice, Černá Hora, Dlouhá Lhota, Brťov, Žernovník und Bukovice. Sukzessive erwarb die Herrschaft Černá Hora sämtliche Anteile von Porstendorf. 1487 übersetzte der Boržítower Pfarrer Jan Húska die Chronik des Aeneas Sylvius aus dem Lateinischen in Tschechische. 1520 überfielen Söldner Adalberts von Pernstein den Ort. Wegen der im gesamten Pfarrsprengel angerichteten Schäden führte Dobeš Černohorský von Boskowitz ab 1521 am mährischen Landesgericht eine Schadenersatzklage gegen Pernstein. 1597 fiel die Herrschaft Černá Hora nach dem Tode seines Schwiegervaters Jan Schembera Černohorský von Boskowitz an Karl I. von Liechtenstein. Nach dem Haus Liechtenstein erwarb das Geschlecht Auersperg die Herrschaft. Später folgten die Herren Fries von Frieseberg.
Vor dem Dreißigjährigen Krieg bestand das Dorf aus 51 Anwesen. 1659 lagen 14 davon wüst. Matriken wurden seit 1642 in deutscher Sprache geführt. Die erste Erwähnung einer Pfarrschule erfolgte im Jahre 1653. Im 18. Jahrhundert erfolgte der Ausbau des Strenitzer Steiges zur Kaiserstraße von Prag über Brünn nach Wien. Bis 1785 wurden in Porstendorf die Kinder sämtlicher Pfarrdörfer unterrichtet. 1793 lebten in den 96 Häusern von Porstendorf 569 Menschen. Im Jahre 1839 entstand eine Filialschule in Jestřebí, so dass in Porstendorf nur noch die Kinder aus dem Dorf sowie die aus Krhov unterrichtet wurden. Bei dem Unwetter vom 24. August 1843 riss die Hochwasserflut die Vorderfront des Schulhauses fort. Nachfolgend entstand ein neues Schulgebäude für einen zweiklassigen Unterricht. 1844 wurde der Unterricht in Jestřebí wieder eingestellt und die Kinder wieder in die Porstendorfer Schule geschickt. Im Jahre 1846 war der Ort auf 119 Häuser angewachsen und hatte 715 Einwohner.
Nach der Aufhebung der Patrimonialherrschaften bildete Bořítov ab 1850 eine Gemeinde in der Bezirkshauptmannschaft Boskovice. 1854 wurde die Gemeinde dem Gerichtsbezirk Blansko zugeordnet. Ab 1874 erfolgten die Eintragungen in den Kirchenbüchern nach dem Tode des Pfarrers Basil Borek durch den neuen Dekan Klement Pospíšil in tschechischer Sprache. In Krhov wurde 1881 eine eigene Schule eingeweiht. 1886 wurde der dreiklassige Schulunterricht für die 267 Schüler aus Porstendorf und Jestřebí aufgenommen. Zum Ende des 19. Jahrhunderts wurde der tschechische Ortsname in Bořitov geändert. Bořitov war zu Beginn des 20. Jahrhunderts mit knapp 10 km² flächenmäßig der siebtgrößte Ort in der Bezirkshauptmannschaft Boskovice. Im Jahre 1940 begannen westlich des Dorfes unter Einsatz englischer Kriegsgefangener die Arbeiten am Bau der Reichsautobahn, der 1941 abgebrochen wurde. Nach der Auflösung des Okres Boskovice kam die Gemeinde mit Beginn des Jahres 1961 zum Okres Blansko. Bořitov ist katholischer Pfarrort für Jestřebí, Spešov und Krhov.

## Gemeindegliederung
Für die Gemeinde Bořitov sind keine Ortsteile ausgewiesen.

## Sehenswürdigkeiten

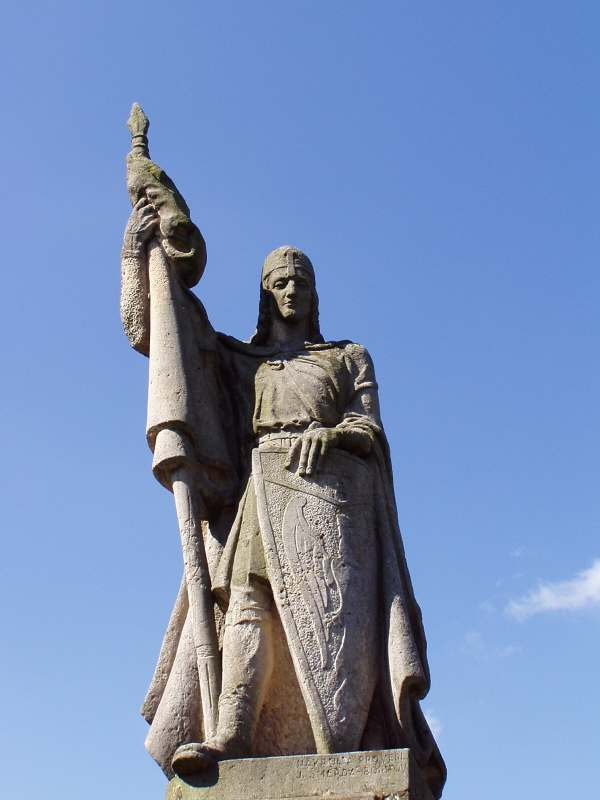
Wenzelsstatue

- Romanische Kirche des hl. Georg, errichtet am Übergang vom 12. zum 13. Jahrhundert an der Stelle eines heidnischen Opferplatzes. Im Jahre 1480 erfolgte der Anbau der Kapelle der hl. Anna. Ihre heutige Gestalt erhielt die Kirche beim Umbau von 1840.
- Statue des hl. Wenzel am Dorfplatz, geschaffen 1941–42 vom Bildhauer Josef Šmerda
- Naturdenkmal Čtvrtky za Bořím, Geländeeinschnitt der unvollendeten Reichsautobahn Wien-Breslau östlich des Dorfes mit natürlicher Sukzession und reichem Vorkommen des Helm-Knabenkrautes. Der 3,1 ha große Trassenabschnitt ist seit 1996 geschützt.
- Velký Chlum mit Sandsteinskulpturen von Jan Žižka, Jan Hus und Prokop Holý, geschaffen von Stanislav Rolínek
- Schloss Černá Hora, erbaut im Neorenaissancestil

## Söhne und Töchter der Gemeinde
- František Pavlů (1850–1922), Brünner Baumeister des Sezessionsstils
- Jaroslav Josef Sumbal (1890–1948), Mediziner und Professor
- Stanislav Rolínek (1902–1931), Bildhauer
- Michaela Hrubá (* 1998), Hochspringerin